# Katedra w Dornoch
Katedra w Dornoch (ang. Dornoch Cathedral) – kościół należący do Kościoła Szkocji. Mieści się przy ulicy Castle Street.
Wybudowana w XIII wieku na planie krzyża z wieżą i iglicą pośrodku, następnie w dużej mierze odbudowana; gruntowna restauracja według projektu Williama Burna w latach 1835–1837. Wzniesiona w całości z gruzowanych ciosowych cegieł. 4 – przęsłowa nawa główna (wzniesiona w latach 1835–1837 na średniowiecznym planie zawierającym wcześniejszy zachodni szczyt i okno); 3-przęśłowe prezbiterium i 2-przęsłowe transepty; całość z lancetowanymi oknami potrójnymi od strony wschodniej i szczytów transeptu i połączonymi przez warstwy o ciągłym przebiegu; narożnikowe przypory. Zachodnie drzwi przerywane pod spiczastym łukiem z narożnymi wałami. Duże przecinające się średniowieczne okno powyżej maswerku w kształcie litery "Y". Mała kruchta podobnie ozdobiona jak od strony zachodniej, w szczycie południowego transeptu. Środkowa wieża podtrzymywana przez trzonowe filary z XIII wieku ze wspornikowymi gzymsami z początku XVII wieku i narożnymi wieżyczkami; iglica nakryty łupkiem z początku XVIII wieku (odrestaurowana w latach 1835–1837); pozostałości wspornikowych sklepień wewnątrz wieży, zapewne podpierających dach przed wybudowaniem iglicy. Skupione kolumny na filarach przy skrzyżowaniu naw o niejednakowej wysokości z liściowymi kapitelami są ważnym przykładem przejściowej architektury w Szkocji; pozostałości dekoracyjnych arkad między oknami transeptu i prezbiterium wskazują złożony, pierwotny plan budowli.